# Хронологія рекордів України з шосейної спортивної ходьби на 20 кілометрів серед чоловіків
Рекорди України зі спортивної ходьби на 20 кілометрів визнаються Федерацією легкої атлетики України з-поміж результатів, які показали українські легкоатлети на шосейній трасі, за умови дотримання встановлених вимог.

## Хронологія рекордів

### Національні досягнення
Найкращі результати у дисципліні, показані до результату Анатолія Соломіна в 1983 (1:19.43) формально не визнавались національними рекордами, а в статистичних цілях іменувались вищими національними досягненнями.
|                         | Час                 | Атлет                     | Місто змагань | Дата змагань | Примітки | Відео |
| ----------------------- | ------------------- | ------------------------- | ------------- | ------------ | -------- | ----- |
|                         | 1:30.36             | Володимир Голубничий Суми | Київ          | 23.09.1955   |          |       |
| Вище світове досягнення |                     |                           |               |              |          |       |
|                         | 1:28.39 (1:28.38,4) | Валентин Гук Черкаси      | Київ          | 13.04.1957   |          |       |
| Вище світове досягнення |                     |                           |               |              |          |       |
|                         | 1:27:04             | Володимир Голубничий Суми | Москва        | 05.07.1959   |          |       |
| Вище світове досягнення |                     |                           |               |              |          |       |
|                         | 1:25.26             | Володимир Голубничий Суми | Ленінград     | 21.07.1968   |          |       |
|                         |                     |                           |               |              |          |       |
|                         | 1:23.30 (1:23.29,8) | Анатолій Соломін Київ     | Вільнюс       | 19.07.1978   |          |       |
| Вище світове досягнення |                     |                           |               |              |          |       |
|                         | 1:21.40,2           | Микола Винниченко Харків  | Халапа        | 30.03.1980   |          |       |
|                         |                     |                           |               |              |          |       |
|                         | 1:20.34,4           | Анатолій Соломін Київ     | Черкаси       | 27.04.1980   |          |       |
|                         |                     |                           |               |              |          |       |
|                         | 1:19.43 (1:19.42,2) | Анатолій Соломін Київ     | Берген        | 24.09.1983   |          |       |
|                         |                     |                           |               |              |          |       |

### Національні рекорди
Першим вітчизняним рекордом, офіційно визнаним національною федерацією, став результат Анатолія Соломіна, який він показав у 1983 році (1:19.43).
|                                          | Час                 | Атлет                    | Місто змагань | Дата змагань | Примітки | Відео |
| ---------------------------------------- | ------------------- | ------------------------ | ------------- | ------------ | -------- | ----- |
| 1                                        | 1:19.43 (1:19.42,2) | Анатолій Соломін Київ    | Берген        | 24.09.1983   |          |       |
|                                          |                     |                          |               |              |          |       |
| 2                                        | 1:18.37             | Руслан Дмитренко Донецьк | Тайцан        | 04.05.2014   |          |       |
|                                          |                     |                          |               |              |          |       |
| 10 років, 317 днів від дати встановлення |                     |                          |               |              |          |       |